# پوست قهوه‌ای

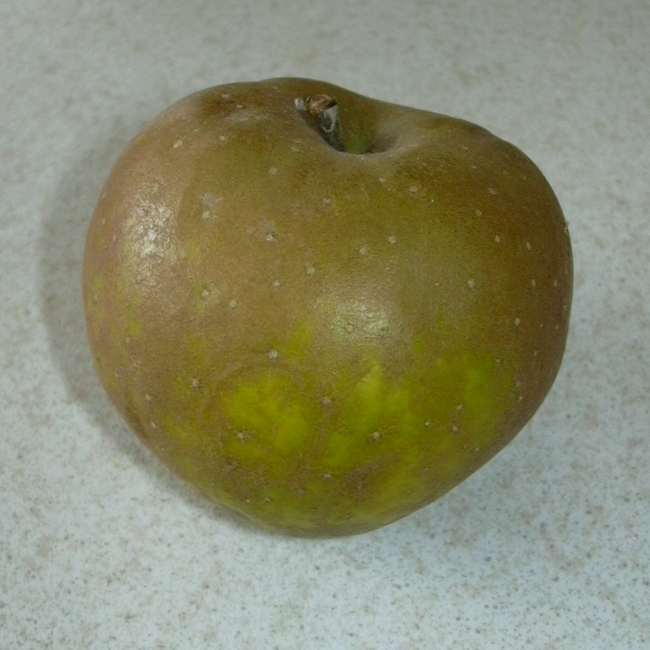
یک سیب اگرمونت راست، که پوستش تقریباً به طور کامل قهوه‌ای شده است.

پوست قهوه‌ای (به انگلیسی: Russeting) سیب نوع ویژه‌ای از پوست کمی زبر است، که معمولاً رنگ آن از سبز مایل به قهوه‌ای تا رنگ زرد مایل به قهوه‌ای متغیر است.

## بررسی اجمالی
پوست بسیاری از ارقام سیب به طور طبیعی مقداری قهوه‌ای است، اما بعضی]بویژه اگرمونت راست تقریباً به طور کامل قهوه‌ای هستند. بو و مزهٔ سیب‌هایی که پوست قهوه‌ای دارند شبیه گردو است، و اغلب خیلی شیرین هستند. علی‌رغم این مطلب پرورش‌دهندگان سیب به ندرت ارقام جدیدی را که پوست قهوه‌ای دارند می‌کارند. مقدار قهوه‌ای بودن پوست سیب به عوامل مختلفی مثل:آب‌وهوا، بیماری یا آفت زدگی و برنامه‌های استفاده از سموم گیاهی (مثل:حشره‌کش، قارچ‌کش، هورمون گیاهی) بستگی دارد.

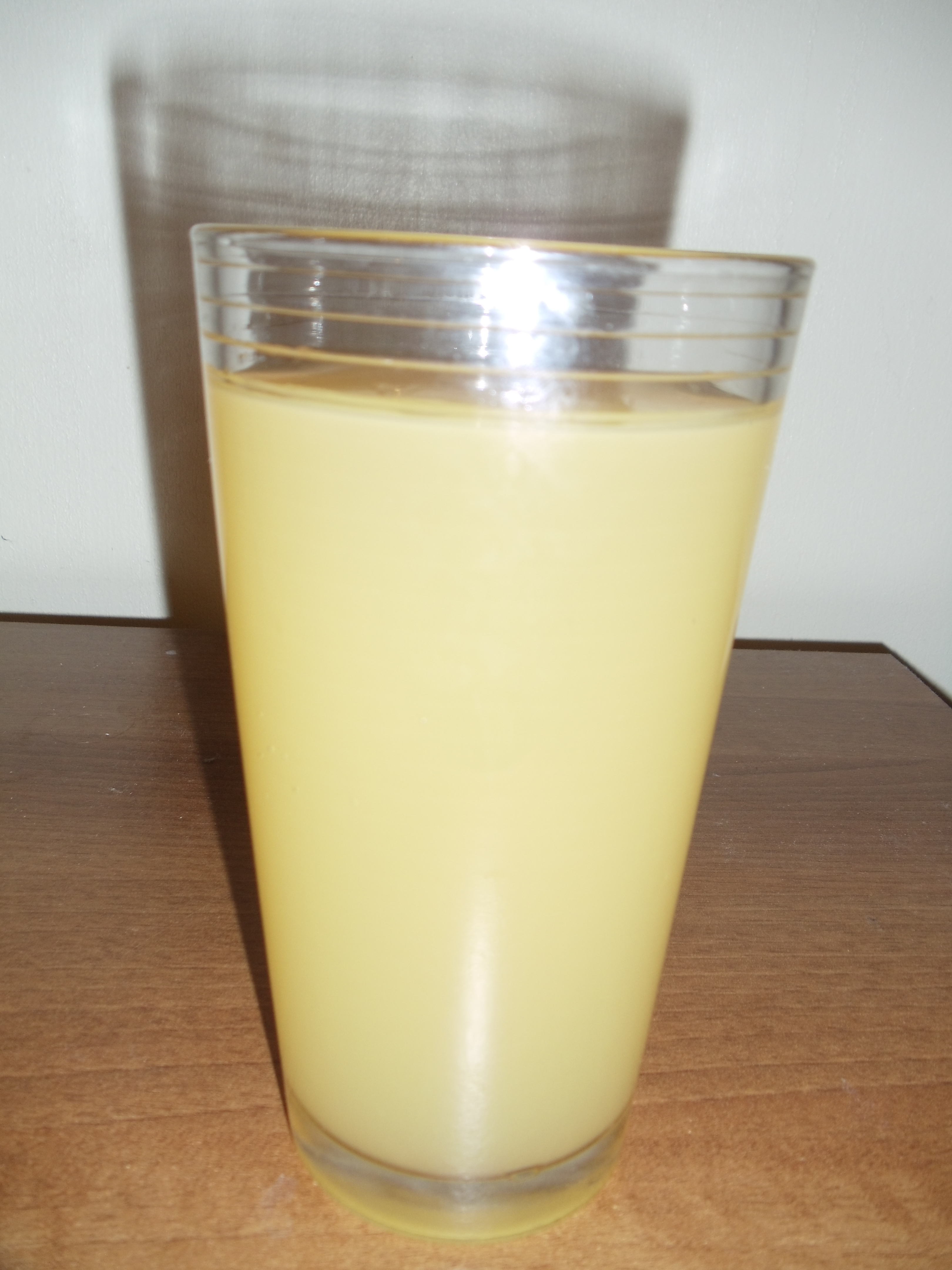
یک لیوان آب سیبی که پوست قهوه‌ای دارد، از بولنی، مید ساسکس، انگلستان

## انواعی از سیب‌هایی که پوست قهوه‌ای دارند
- آکلام راست
- نارنجی بلنهایم
- اگرمونت راست
- گلدن راست
- مرتون راست
- ریبستون پایپین
- رادفورد راست
- سم یانگ
- وینستون